# サウスベイ (サンフランシスコ・ベイエリア)
サウスベイ（英: South Bay）は、アメリカ合衆国カリフォルニア州のサンフランシスコ・ベイエリア南部。シリコン・バレー、サンタクララ・バレーおよびサンタクララ郡とほぼ同義語である。サウスベイはサンフランシスコ市や、ワインカントリーを含むノースベイ、サンフランシスコ半島、およびイーストベイなどと共にサンフランシスコ・ベイエリアを構成している。
サンノゼがサウスベイおよびサンフランシスコ・ベイエリアでは最大の都市である

## 都市と町
サウスベイの法人化された都市としては次のものがある。カッコ内は2010年国勢調査での人口である。全てサンタクララ郡に属し、ギルロイ以外はシリコン・バレーに入っている。
- キャンベル（39,349人）
- クパチーノ（58,302人）
- ギルロイ（48,821人）
- ロスアルトス（28,976人）
- ロスアルトスヒルズ（7,922人）
- ロスガトス（29,413人）
- ミルピタス（66,790人）
- モンテセレノ（3,341人）
- モーガンヒル（37,882人）
- マウンテンビュー（74,066人）
- パロアルト（64,403人）
- サンノゼ（945,942人）
- サンタクララ（116,468人）
- サラトガ（29,926人）
- サニーベール（140,081人）

さらに次の都市と町はサウスベイに属すると考えられることがある。
- アプトス、 サンタクルーズ郡、CDP
- ベンロモンド、サンタクルーズ郡、CDP
- ボルダークリーク、サンタクルーズ郡、CDP
- ブルックデール、サンタクルーズ郡、CDP
- キャピトラ、サンタクルーズ郡、都市
- フェルトン、サンタクルーズ郡、CDP
- ホリスター、 サンベニト郡、都市
- サンフアンバウティスタ、サンベニト郡、都市
- サンマーティン、サンタクララ郡、CDP
- サンタクルーズ、サンタクルーズ郡、都市
- スコッツバレー、サンタクルーズ郡、都市
- ワトソンビル、サンタクルーズ郡、都市

イーストベイあるいはサンフランシスコ半島の幾つかの都市はサウスベイに属するといわれることがある。メンローパーク、レッドウッドシティ、ニューアーク、およびフリーモントなどこれらの都市の多くは、その位置、歴史、ハイテク会社の集積度によってシリコン・バレーすなわちサウスベイに属すると考えられている。サウスベイの地域としての概念はサンフランシスコ半島やイーストベイに比べて歴史が浅く、サンタクララ郡北西部のパロアルト、マウンテンビュー、さらにクパチーノやサニーベールまでの都市は、サンノゼ市よりもサンフランシスコ半島やスタンフォード大学のキャンパスにより強く結び付けられている。またサンタクルーズ郡とサンベニト郡はサンタクルーズ市を中心にする小区分と考えられることも多いが、サンフランシスコ・ベイエリアのメディアからはサウスベイの一部だと考えられている。

## 著名な建築物など

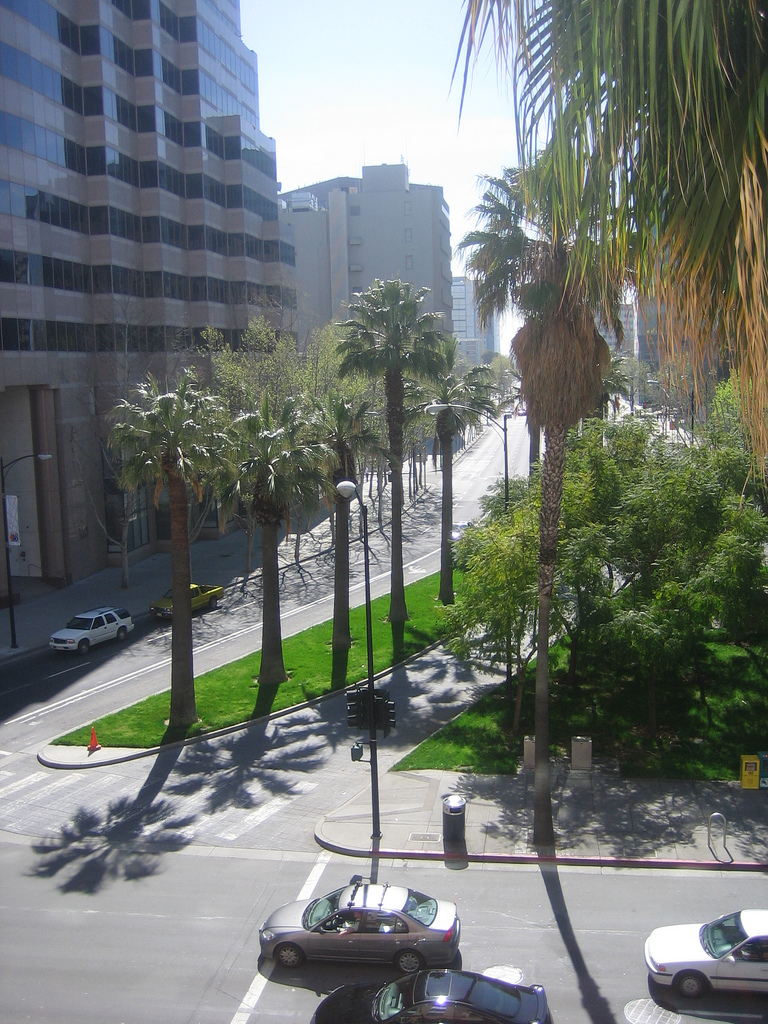
サンノゼ市やシリコン・バレーでよく見られるヤシの木

サウスベイには良く知られた建物や見どころが多い。以下はそのリストである。
- HPパビリオン、屋内競技場、サンノゼ市
- ヘイズマンション、リゾートホテル、サウスサンノゼ
- プラザ・セザール・シャベス、公園、サンノゼ中心街
- カセドラル・バシリカ・デ・セントジョセフ、教会、サンノゼ中心街
- ウィンチェスター・ミステリー・ハウス、幽霊屋敷、ウェストサンノゼ
- サンタナロウ、ショッピングセンター、ウェストサンノゼ
- リック天文台、サンノゼ市
- ロシクルシアン・エジプト博物館、ウェストサンノゼ
- メキシカン・ヘリテージ・プラザ、博物館、イーストサンノゼ
- レイジングウォーターズ、アミューズメントパーク、イーストサンノゼ
- ケリーパークの歴史公園、博物館、セントラルサンノゼ
- サンノゼ子供発見博物館、サンノゼ中心街
- ノーマン・Y・ミネタ・サンノゼ国際空港、サンノゼ市
- サンノゼ美術館、サンノゼ市
- サンノゼ州立大学、サンノゼ市
- カリフォルニアズ・グレートアメリカ、アミューズメントパーク、サンタクララ市
- アップル・キャンパス、アップル社の本社など、クパチーノ市
- テック・ミュージアム・オブ・イノベーション、サンノゼ市
- モフェット飛行場、サニーベール市、マウンテンビュー市